# Как только сможешь
«Как только сможешь» (англ. Any Which Way You Can) — комедийный боевик 1980 года режиссёра Бадди Ван Хорна с Клинтом Иствудом в главной роли. Эта картина является сиквелом фильма «Победить любой ценой» 1978 года.

## Сюжет
Филон (Клинт Иствуд) участвует в кулачных боях, которые приносят ему больше денег, нежели он смог бы заработать на починке автомобилей. Он решает покинуть кровавый спорт. В это время Джек Уилсон (Уильям Смит) с лёгкостью побеждает всех своих противников. Единственным достойным соперником для него будет только Филон. Чтобы подтолкнуть того к бою, мафия похищает его возлюбленную Линн Холси-Тейлор (Сондра Лок).

## В ролях
- Клинт Иствуд — Philo Beddoe
- Сандра Лок — Lynn Halsey-Taylor
- Джеффри Льюис — Orville Boggs
- Рут Гордон — Zenobia 'Ma' Boggs
- Уильям Смит — Jack Wilson
- Барри Корбин — «Fat» Zack Tupper
- Гарри Гуардино — James Beekman
- Майкл Кавана — Patrick Scarfe
- Рой Дженсон — Moody, Black Widow
- Билл МакКинни — Dallas, Black Widow
- Уильям О’Коннелл — Elmo, Black Widow
- Джон Квэйд — Cholla, Black Widow Leader
- Аль Руссо — Tony Paoli Sr., также Big Tony
- Дэн Вадис — Frank
- Джек Мёрдок — Little Melvin
- Джордж Мёрдок — Sergeant Cooley
- Dick Durock — Joe Casey
- Камилла Эшленд — Hattie
- Энн Рэмси — Loretta Quince
- Логан Рэмси — Luther Quince
- Джим Стэффорд — Long John
- Fats Domino — Пианист в баре

## Съёмки фильма
Фильм снимался летом 1980 года. Съёмки проводились в штате Калифорния: Сан-Вэлли (Лос-Анджелес), Северный Голливуд, Бейкерсфилд, а также в Джексоне, штат Вайоминг.
Орангутан Клайд отличается от того, который был в фильме «Победить любой ценой». Так как предыдущий вырос со времени съёмок предыдущей картины и стал опасен, создатели решили не рисковать и привлечь к съёмкам молодое животное. Обезьяна, играющая Клайда в фильме, умерла через две недели после окончания съёмок от кровоизлияния в мозг.